# 小野寺又八
小野寺 又八（おのでら またはち、? - 貞享2年（1685年））は、江戸時代前期の播磨赤穂藩士。藩主浅野長直に仕えた。小野寺十太夫（浅野長重家臣）の長男。赤穂浪士の小野寺秀和の父にあたる。又八郎（またはちろう）とも記される。諱は不明。本姓は藤原氏。家紋は木瓜。
浅野家重臣多川九左衛門の娘を妻に迎え、その間に長男の秀和、次男の岡野包住、長女の貞立尼（大高忠晴正室。大高忠雄の母）を儲けた。
小野寺秀和の親類書によれば貞享2年（1685年）に死去したとある。なお妻の多川家女は討ち入り直前の元禄15年（1702年）9月9日に93歳で死去している。